# Plutonism
Plutonismul este o concepție geologică care consideră că formarea rocilor s-ar datora numai topiturilor magmatice, prin extensie totalitatea fenomenelor și a proceselor geologice legate de formarea magmelor în adâncime și de mișcările acesteia. Termenul include și teoria care atribuie căldurii subterane rolul primordial în procesul de formare a rocilor.